# Raionul Kremenciuk, Poltava
Kremenciuk (în ucraineană Кременчуцький район, transliterat: Kremenciuțkîi raion) este un raion în regiunea Poltava, Ucraina. Are reședința la Kremenciuk.
Are o suprafață de 6.105,8 km². Populația este de 399.400 locuitori, determinată în 2020.